# Miếu Nổi
Phù Châu miếu (浮珠廟), tục gọi miếu Nổi, là một ngôi miếu cổ nằm trên con sông Vàm Thuật tại quận Gò Vấp, Thành phố Hồ Chí Minh.

## Vị trí
Miếu Phù Châu thuộc khu cù lao trên sông Vàm Thuật (xưa gọi Bến Cát), một nhánh của sông Sài Gòn, nay thuộc phường 5, quận Gò Vấp, Thành phố Hồ Chí Minh.
Miếu có diện tích khoảng 550 mét vuông và được xây gần như bao trùm trên một cồn đất nhỏ hình bàn chân có diện tích khoảng 2500 mét vuông nổi giữa sông Vàm Thuật. Dưới chân cồn đất có nhiều đá xanh lồi xung quanh. Do địa hình khá đặc biệt nên còn có tên gọi dân gian là Miếu Nổi. Khách muốn sang Miếu Nổi phải đi bằng đò.

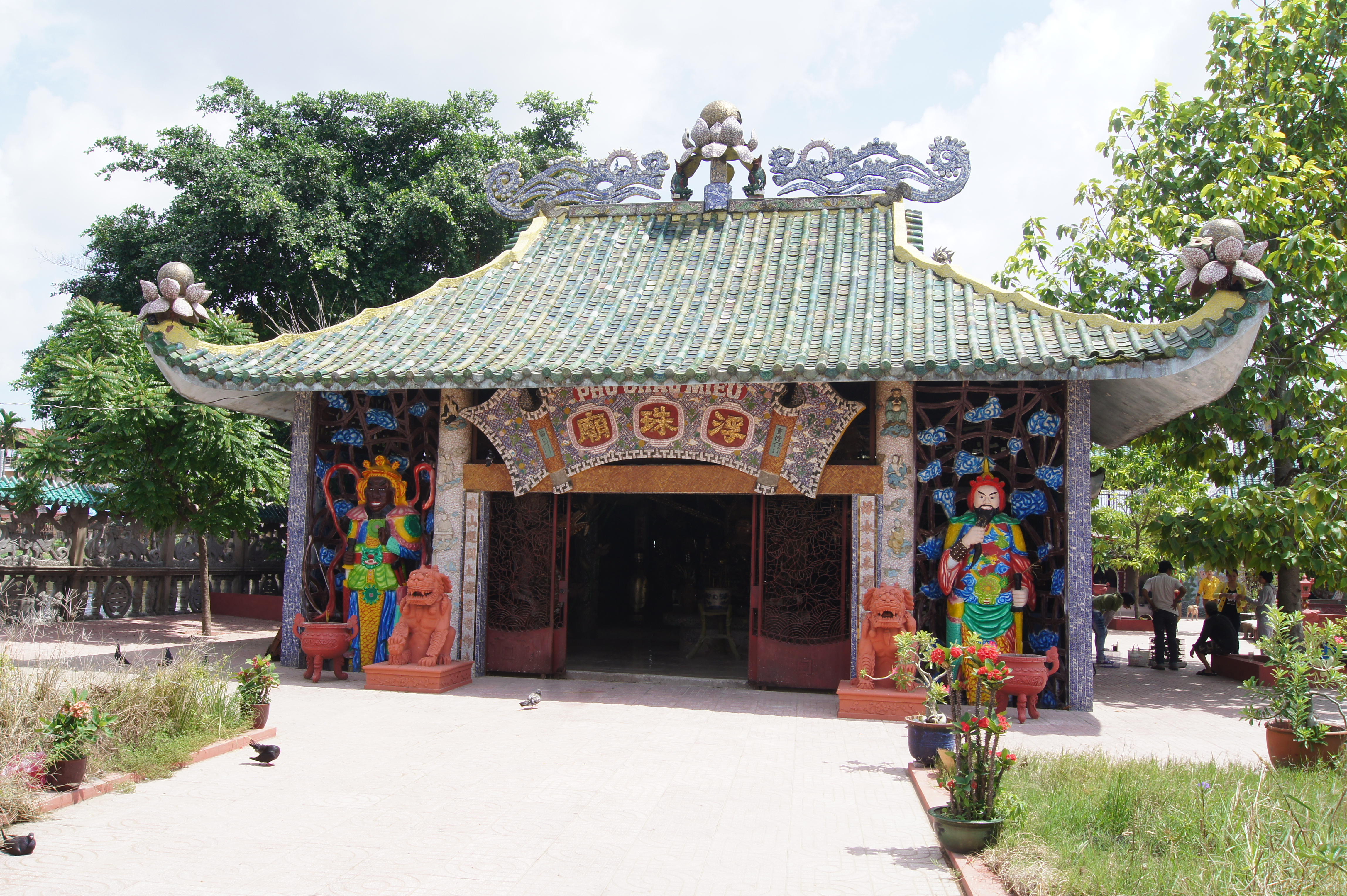
Chính điện Miếu Nổi

## Lịch sử
Miếu Phù Châu được tạo dựng từ lúc nào, không có sách sử ghi chép, người ta ước chừng trong khoảng thế kỷ 18, hoặc đầu thế kỷ 19. Theo truyền thuyết, vào thế kỷ 18, một người đàn ông chài lưới trên đoạn sông này đã lưới phải một xác chết phụ nữ, ông đã đem chôn lên cù lao rồi lập một miếu nhỏ để thờ oan hồn. Ban đầu là một miếu nhỏ bằng tre và lá dừa, do các nhà buôn đường thủy cùng các bô lão trong vùng dựng thành, thờ Ngũ Hành, Long Mẫu để cầu mong được thuận buồm xuôi gió, thượng lộ bình an.
Trước năm 1975, Miếu là một điểm hành hương nổi tiếng của người dân Sài Gòn - Gia Định. Sau năm 1975, miếu gần như bị bỏ hoang. Năm 1992, một người tên Sáu Hòa đứng ra vận động sửa sang và khôi phục lại mọi hoạt động. Ông Lục Câu, trưởng ban quản lý miếu ngày nay đã tự tay phác thảo và thực hiện tu sửa, đắp lại các hình tượng tại miếu.
Đến nay, sau nhiều lần trùng tu, Phù Châu miếu đã trở thành một ngôi miếu khang trang, kiến trúc đặc sắc mang đậm nét văn hóa Việt - Hoa, và là một trong những địa điểm tham quan nổi bật của thành phố.
Tác giả Huỳnh Minh khi viết về ngôi Miếu này có nhắc lại một chuyện truyền khẩu:
Tương truyền cách nay mười mấy năm, trên sông Bến Cát trước ngôi miếu thường có cặp cá bông to lớn nổi lờ đờ trên mặt nước, mọi người trông thấy cho đó là cặp cá thần của bà cậu, đồng bào quanh vùng không ai dám đá động gì cả, mỗi lần nổi lên như vậy thì trong làng có chuyện lục đục không an, hoặc ra điều cho người chết đuối dưới sông

## Cảnh quan, kiến trúc
| “ | Cảnh trí của cuộc đất nhỏ nhô lên giữa dòng sông rất thơ mộng. Chung quanh có cây cao bóng mát. Khách thừa lương mến cảnh tịnh liêu, trong những ngày rảnh rỗi thường đến đây du ngoạn. Vì chốn này vắng vẻ, xa thành thị, riêng biệt thự một khu vực trời nước bao la. Phải là nơi lý tưởng cho những ai có tâm hồn thầm lặng... | ” |

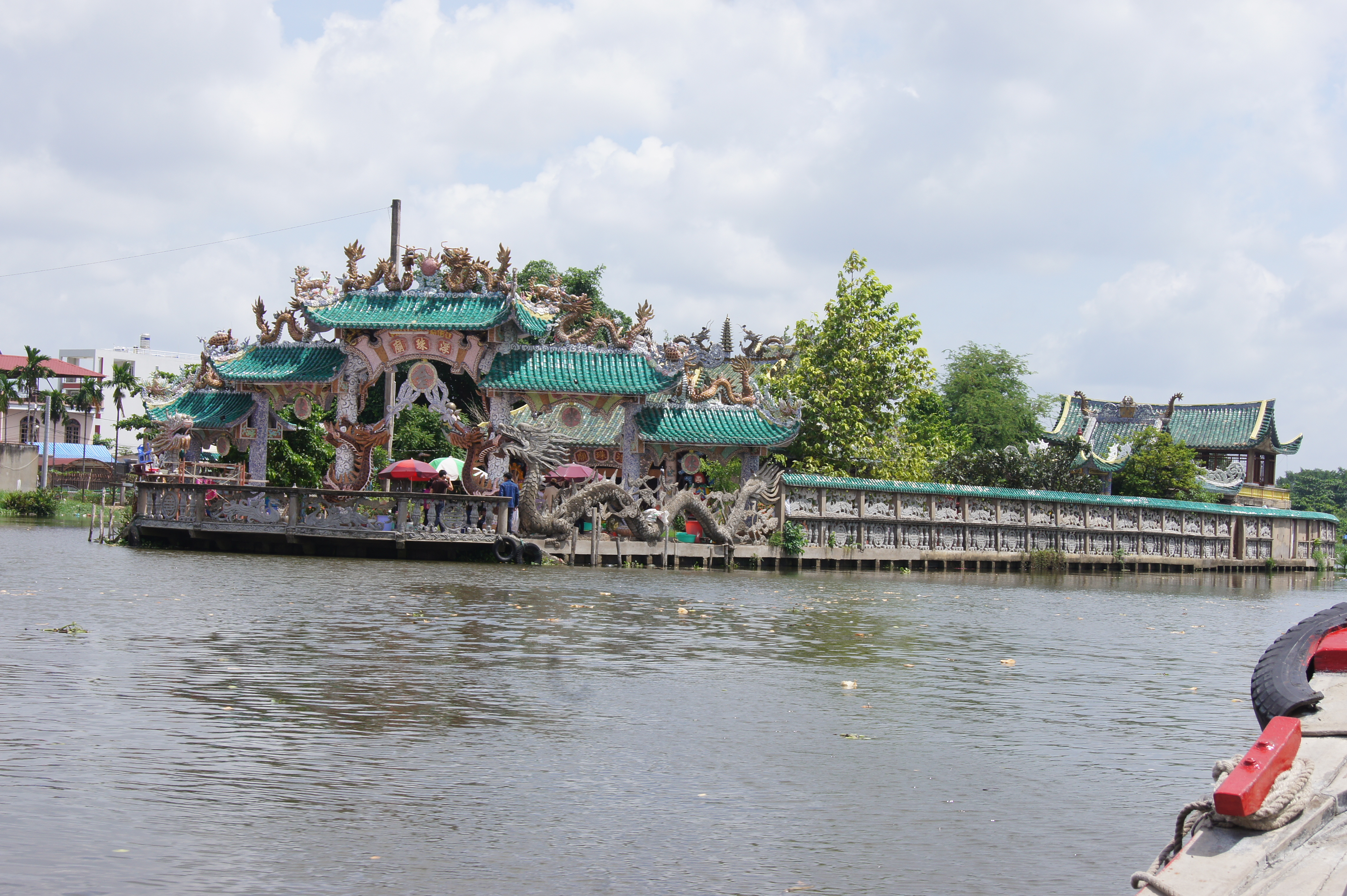
Quang cảnh mặt tiền Miếu Nổi

Miếu Phù Châu nằm trên cồn đất nhỏ diện tích khoảng 2500 mét vuông, bốn bề là sông nước. Hai bờ sông, bờ Tây là khu dân cư (thuộc phường 5, Gò Vấp), bờ Đông là vùng chuyên canh (thuộc phường An Phú Đông, quận 12), bao gồm cả hai bến đò Miếu Nổi và Bến Cát, nay còn lưu giữ đôi chút khung cảnh miệt vườn của vùng đất Gia Định xưa.
Mặt tiền miếu quay về hướng Nam, được cất theo kiểu chữ tam (三), gồm ba toà nhà nối liền nhau bởi hai sân thiên tỉnh hẹp có lợp mái. Mái lợp ngói âm dương tráng men xanh ngọc, gồm hai tầng chồng khít lên nhau. Trên nóc mỗi toà nhà đều trang trí rồng chầu hạt ngọc, rồng chầu tháp Cửu phẩm, rồng chầu cuốn thư. Trên bốn đầu đao cong lên có gắn hình tượng Long, Ly, Quy, Phụng và các họa tiết: hoa cúc dây, lá nho, sông nước... Các bức tường được quét vôi màu hồng đậm, các mí cửa sơn màu đỏ.
Toàn bộ kiến trúc trong miếu được trang trí tinh xảo, đắp nổi hình rồng, phượng và cẩn sứ, các mái vòm cũng được cẩn sứ và ghép hình tỉ mỉ. Hai bên tường được cẩn sành mô tả các hình tượng tính ngưỡng dân gian. Trong khuôn viên miếu có cây si cổ thụ tồn tại gần 100 năm. Xung quanh khuôn viên có ghế đá, dành cho du khách đến nghỉ chân và ngắm cảnh. Phía ngoài có miếu nhỏ thờ ông Hổ, một dạng tín ngưỡng sơ khai mang màu sắc Vật linh giáo do người Hoa mang theo từ quê hương tới. Bên trong miếu đặt một bệ thờ giả sơn với năm tượng hổ ở tư thế chồm.

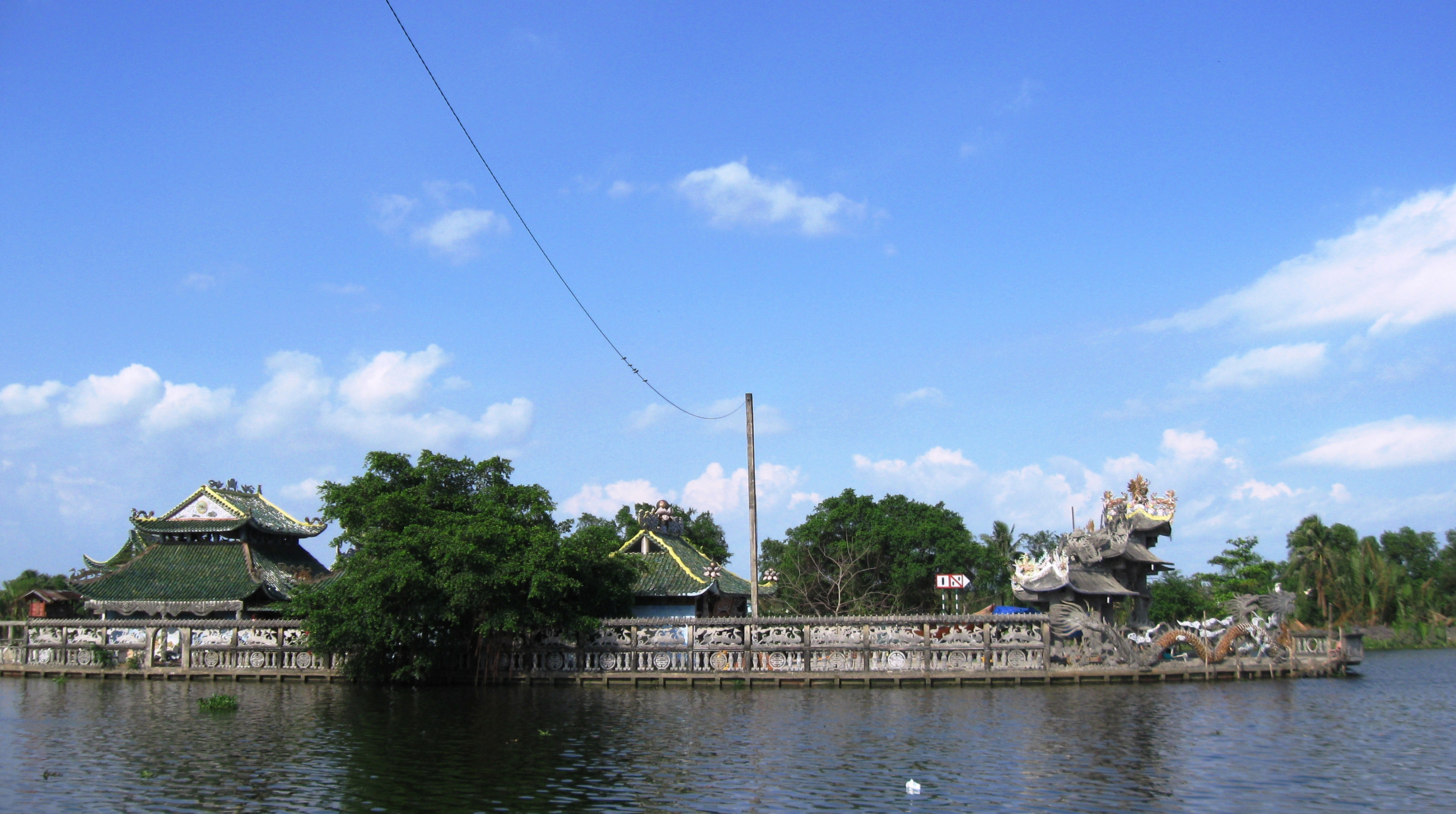
Miếu Nổi nhìn từ bờ tây

Khu trung tâm thờ tự của miếu chia làm ba phần: tiền điện, trung điện và chính điện.
- Tiền điện: chính giữa thờ Phật Di Lặc, hai bên thờ Phật Tổ Như Lai và Địa Mẫu. Phía trước là Quan âm Chuẩn Đề ngồi trên toà sen với 18 cánh tay đang cầm pháp khí. Dọc bên tường treo hai bức phù diêu Thập Bát La Hán.
- Trung điện: chính giữa thờ Tề Thiên Đại Thánh. Xung quanh là bao lam bằng gỗ chạm lọng theo mô típ: tiên nữ dâng đào với 4 chữ khắc: "Thánh Gia bảo điện". Nối liền trung và chính điện là một sân thiên tỉnh hẹp có đặt hai lư hương to cẩn sành nhiều màu.
- Chính điện: chính giữa thờ Ngũ Hành Thánh Mẫu, bên trong đặt năm lọ tượng gỗ thờ Kim, Thủy, Hỏa, Thổ, Mộc. Trước điện kê bàn hương án, thờ Bà Chúa Xứ Châu Đốc và Cửu Huyền. Bao xung quanh điện thờ là bao lam bằng gỗ chạm long với chủ đề: tứ linh, mai lan cúc trúc; phía trên có hàng chữ: "Hành Thánh Mẫu bảo điện ". Bên phải chính điện thờ Quan Công, bên trái thờ Bao Công. Đối diện điện thờ Ngũ Hành Thánh Mẫu là điện thờ bà Kim Mẫu, Địa Mẫu, Long Thần, Hộ pháp. Trên tường trang trí những bức phù điêu màu sắc rực rỡ hình tùng hạc, Phật Di Lặc.

## Tín ngưỡng
Lúc đầu, miếu chỉ thờ Ngũ Hành Thánh Mẫu và Tề Thiên Đại Thánh - những vị thần theo người Trung Hoa là anh minh, yêu dân, giúp đỡ mọi người (Bao Công, Tề Thiên...) và các dạng tín ngưỡng sơ khai (thờ Hổ, Lân). Về sau thờ thêm Phật Di Lặc, Quan Âm, Thập Bát La Hán và những vị thần dân gian Việt Nam như Bà chúa xứ Châu Đốc, Cửu Huyền Thất Tổ...
Trước năm 1975, nơi đây tổ chức lễ hội vào ngày mùng một, ngày rằm (âm lịch) và ngày vía của các vị thần miếu, rất đông khách thập phương đến cúng lễ. Ngày nay chỉ tổ chức vào rằm tháng Giêng, tháng Hai và tháng Bảy.